# Джаксън (окръг, Мисисипи)
Вижте пояснителната страница за други населени места с името Джаксън.
Окръг Джаксън (на английски: Jackson County) е окръг в щата Мисисипи, Съединени американски щати. Площта му е 2701 km², а населението - 131 420 души (2000). Административен център е град Паскагула.